# Spirochaetaceae
A Spirochaetaceae a spirochaeták közé tartozó baktériumcsalád. Ide sorolt baktériumok okozzák a visszatérő lázat és a Lyme-kórt is.